# Battaglia della Mosa
La battaglia della Mosa fu la fase decisiva dei combattimenti sul fronte occidentale durante il Fall Gelb, la prima manovra offensiva sferrata dalla Wehrmacht nel 1940, durante la seconda guerra mondiale. Seguendo le direttive del famoso piano proposto inizialmente dal generale Erich von Manstein, le forze corazzate tedesche, concentrate a sorpresa nell'impervio e apparentemente intransitabile settore delle Ardenne, sferrarono dal 10 maggio un potente attacco in profondità e, dopo aver sbaragliato con facilità la debole resistenza belga e delle divisioni di cavalleria leggera francesi, penetrarono nel territorio boscoso ardennese, raggiungendo già il 13 maggio le rive della Mosa, dove erano schierate a difesa le divisioni fanteria della 9ª e della 2ª Armata francese.
Colte impreparate dalla rapidità e dalla potenza dell'attacco tedesco, sostenuto da uno schiacciante appoggio della Luftwaffe che ottenne la completa superiorità aerea sul campo di battaglia, le truppe francesi non riuscirono a difendere la linea del fiume e cedettero importanti teste di ponte. Le Panzer-Division concentrate, sette divisioni corazzate, di cui cinque raggruppate nel Panzergruppe Kleist, il 15 maggio superarono in forze la Mosa e travolsero completamente le difese nemiche: la 9ª Armata fu distrutta e la 2ª Armata dovette ripiegare verso sud. A Sedan il generale Heinz Guderian, a Monthermé il generale Georg-Hans Reinhardt e a Dinant il generale Hermann Hoth ottennero i successi decisivi e poterono quindi proseguire in direzione ovest per raggiungere le coste della Manica ed isolare la grande concentrazione di forze anglo-francesi spintasi incautamente in Belgio.
Dopo aver respinto con gravi perdite alcuni inefficaci tentativi di contrattacco delle divisioni corazzate di riserva francesi e sfruttando anche il crollo del morale di alcuni reparti francesi e la confusione degli alti comandi alleati, le forze corazzate tedesche vinsero entro il 17 maggio la battaglia e ottennero completa via libera verso il mare che raggiunsero senza molte difficoltà il 20 maggio, segnando una svolta decisiva delle operazioni.

## Fall Gelb
Il 24 febbraio 1940 l'OKH diramò finalmente la versione definitiva del Fall Gelb, il piano operativo della Wehrmacht per la grande offensiva ad occidente; quest'ultima variante, frutto delle intuizioni di Adolf Hitler, dei dettagliati memorandum del generale Erich von Manstein e della capacità di pianificazione degli esperti ufficiali dei stato maggiore del comando supremo, guidati dal generale Franz Halder, rivoluzionava completamente l'originale progetto di offensiva elaborato a novembre 1939 e avrebbe completamente sorpreso i comandi alleati, ottenendo uno straordinario successo a partire dal 10 maggio 1940, giorno di inizio dell'attacco tedesco a occidente.

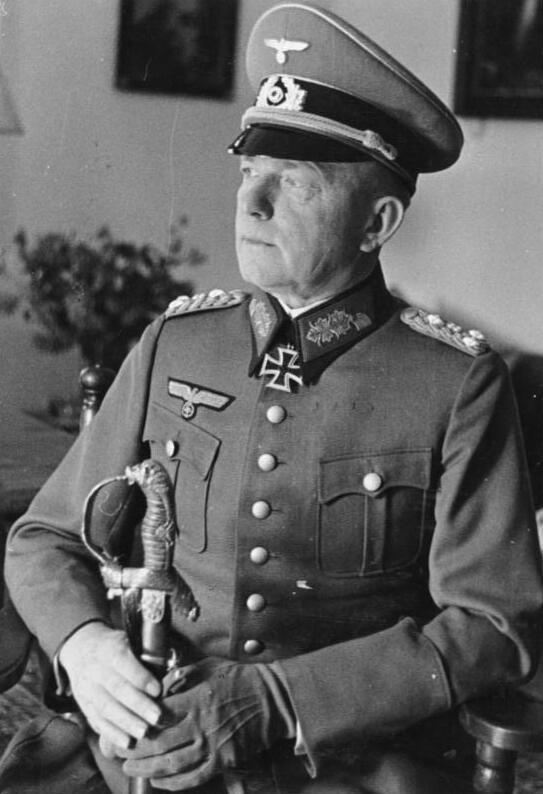
Il generale von Kleist, comandante del famoso Panzerkeil ("cuneo corazzato") incaricato di sferrare l'attacco decisivo sulla Mosa.

Il Fall Gelb prevedeva ora che l'attacco principale tedesco sarebbe stato sferrato dal Gruppo d'armate A del generale Gerd von Rundstedt che avrebbe schierato tre armate, la 4ª (generale Günther von Kluge), la 12ª (generale Wilhelm List) e la 16ª (generale Ernst Busch), e soprattutto il Panzergruppe Kleist (generale von Kleist), nel settore compreso tra il sud di Liegi e Sedan e avrebbe attaccato di sorpresa attraverso il territorio accidentato e boscoso delle Ardenne. Sette Panzer-Division sarebbero state assegnate a questo raggruppamento per costituire l'ariete offensivo destinato ad attraversare con grande rapidità le Ardenne e raggiungere fulmineamente la Mosa, sferrando subito l'attacco alla linea del fiume e conquistando teste di ponte da sfruttare per un'avanzata verso ovest. Nonostante lo scetticismo di alcuni generali, tra cui Busch e von Bock, altri ufficiali come il generale Halder e soprattutto il generale Heinz Guderian, grande esperto di forze corazzate e comandante delle divisioni corazzate destinate a sferrare l'attacco nel settore più importante di Sedan, si attendevano il successo di questo audace piano e contavano di cogliere di sorpresa il nemico e sfondare completamente le linee francesi sulla Mosa.
Il superamento delle difese francesi sulla Mosa tra Namur e Sedan avrebbe aperto alle forze corazzate tedesche sia la via per aggirare sul fianco sinistro la Linea Maginot, sia per puntare a sud verso Parigi, sia per avanzare verso ovest a nord dell'Aisne e della Somme in direzione della Manica. Quest'ultima variante, foriera di risultati decisivi in caso di accerchiamento delle armate alleate penetrate in Belgio, venne prescelta dai comandi tedeschi e venne portata a termine con successo dopo il crollo delle linee francesi sul fiume.
La difesa della linea della Mosa era stata affidata, nel quadro del cosiddetto Piano Dyle, dal generale Maurice Gamelin, comandante in capo dell'esercito francese, e dal generale Alphonse Georges, comandante del "Fronte Nord-Est", alla 9ª Armata del generale André Corap (nove divisioni tra Namur e Monthermé) ed alla 2ª Armata del generale Charles Huntziger (sette divisioni nel settore di Sedan e Montmedy). Considerando il settore facilmente difendibile grazie alla regione boscosa delle Ardenne, ritenuta inaccessibile alle forze corazzate tedesche, ed allo sbarramento costituito dal corso d'acqua, ampio, incassato in ripide sponde, di difficile attraversamento sotto il fuoco dei difensori, i generali francesi prestarono poca attenzione alla possibile minaccia di un attacco tedesco.
Concentrati sui pericoli di un attacco tedesco in forze nel settore a nord di Liegi, ritenuto il più esposto ad un'offensiva nemica, non rafforzarono adeguatamente le fortificazioni di Sedan, ed inoltre assegnarono alle due armate incaricate della difesa del fiume truppe prevalentemente di riservisti, meno addestrate e scarsamente equipaggiate di automezzi, cannoni anticarro e anti-aerei. Sicuri che sulla Mosa i tedeschi non avrebbero attaccato o comunque che non avrebbero potuto ottenere risultanti importanti a causa anche delle difficoltà naturali, i generali alleati vennero quindi colti di sorpresa dall'improvviso arrivo dei panzer sulle rive della Mosa e non furono in grado di reagire tempestivamente ed efficacemente, perdendo in pochi giorni la linea del fiume con conseguenze disastrose per l'intero schieramento alleato.

## La battaglia

### La marcia dei panzer nelle Ardenne
Alle ore 05.30 del 10 maggio le sette divisioni corazzate del Gruppo d'armate A del generale Gerd von Rundstedt (oltre 1800 carri armati e 350 autoblindo) si misero in movimento per penetrare nelle Ardenne con la massima rapidità, raggiungere le rive della Mosa e sferrare l'attacco decisivo previsto dal Fall Gelb. Le difese del settore, fittamente boscoso e teoricamente quasi impraticabile per forti unità meccanizzate, erano particolarmente deboli; ritenendo che le difficoltà del terreno avrebbero dissuaso i tedeschi dall'effettuare un movimento di rilievo strategico nelle Ardenne, i generali Gamelin e Georges non consideravano possibile una minaccia seria del nemico in questo settore e ritenevano in ogni caso che sarebbe occorso molto tempo (circa 20 giorni) per portare avanti forze sufficienti di fanteria ed artiglieria pesante per attaccare lo schieramento difensivo francese stabilito sulla Mosa tra Namur e Sedan. Quanto ai belgi il loro piano prevedeva che la difesa delle Ardenne, affidata a due ottime divisioni di chasseurs ardennais equipaggiate anche di carri leggeri, servisse solo a rallentare per un certo tempo l'avanzata tedesca con ostruzioni e azioni di retroguardia prima di ripiegare verso nord-ovest oltre la Mosa tra Huy e Namur. Pertanto il generale Kayaerts, comandante dei cacciatori delle Ardenne, alla notizia dell'offensiva tedesca, attivò le demolizioni e le ostruzioni previste e fece ripiegare già nella serata del 10 maggio i suoi reparti. Solo a Martelange e Bodange alcuni reparti di cacciatori belgi, che per un errore nella trasmissione degli ordini non avevano ancora ripiegato, si scontrarono duramente prima di ritirarsi con le avanguardie della 1. Panzer-Division, appartenente al 19º Panzerkorps del generale Guderian.

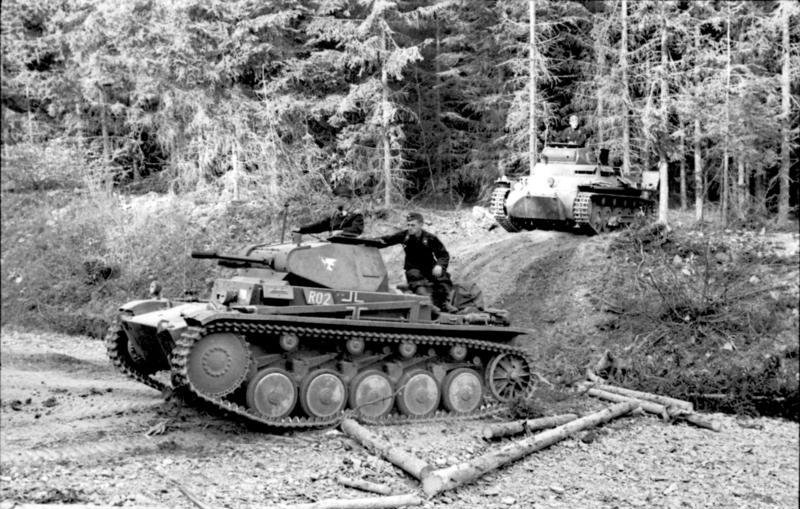
I panzer marciano nei boschi delle Ardenne.

Il piano francese prevedeva che la 9ª Armata e la 2ª Armata, formazioni del fianco destro del Gruppo d'armate n. 1 del generale Gaston Billotte (che comprendeva anche la 1ª, la 7ª Armata e il BEF, destinati ad entrare in Belgio fino alla linea Dyle-Breda), a cui era assegnata la difesa del settore lungo la linea della Mosa tra Namur e Sedan, per guadagnare tempo, inviassero nelle Ardenne l'equivalente di cinque divisioni di cavalleria leggera (Divisions Légères de Cavalerie, DLC), equipaggiate anche di autoblindo e carri leggeri. La 1ª e la 4ª DLC sarebbero state assegnate alla 9ª Armata e la 2ª e la 5ª DLC alla 2ª Armata per un'azione di esplorazione e di individuazione di eventuali manovre offensive tedesche, ritenute peraltro poco probabili. Si trattava di reparti deboli con solo 48 carri leggeri Hotchkiss H35 e circa 130 autoblindo in tutto, non in grado di sostenere scontri prolungati contro le Panzer-Division tedesche. Pur se contrariati dalla prematura ritirata dei cacciatori ardennesi, i generali Georges e Billotte portarono avanti la loro manovra e le divisioni leggere di cavalleria francesi, dopo essere state messe in allarme in piena notte, entrarono nelle Ardenne nel pomeriggio del 10 maggio. All'alba dell'11 maggio i reparti assegnati alla 9ª Armata del generale Corap, raggiunsero la linea Marche, Rochefort, Saint-Hubert senza entrare in contatto per il momento con il nemico, mentre la cavalleria del generale Huntziger alla 2ª Armata avanzò fino a Libramont, Neufchâteau e Arlon, dove invece si ebbero i primi scontri con le avanguardie tedesche della 10. Panzer-Division, elemento di sinistra del 19º Panzerkorps.
L'avanzata tedesca nel Lussemburgo non venne contrastata militarmente e quindi si sviluppò con regolarità e sicurezza, grazie anche alla capacità ed all'efficienza mostrata nel lavoro di pianificazione logisitca dal capo di stato maggiore del Panzergruppe Kleist, generale Kurt Zeitzler; si trattò di una manovra di avvicinamento impegnativa soprattutto per i problemi di viabilità e di controllo della regolarità dei movimenti stradali del gran numero di colonne motorizzate contemporaneamente in azione. Le forze corazzate tedesche che il 10 maggio entrarono nelle Ardenne erano imponenti, esse costituivano il famoso "cuneo corazzato" (Panzerkeil) che nelle aspettative del Führer ed anche di molti generali tedeschi aperti alle nuove teorie strategico-operative avrebbe dovuto decidere in un solo colpo la campagna a occidente. A nord marciava il 15º Panzerkorps del generale Hermann Hoth con la 5. e la 7. Panzer-Division (circa 570 carri armati e 100 autoblindo), mentre più a sud, tra Vianden ed Echternach, entrò in azione il Panzergruppe Kleist al comando del generale Ewald von Kleist con cinque divisioni corazzate e tre divisioni motorizzate (quasi 1300 carri armati e 300 autoblindo).
Questo raggruppamento, che costituiva la massa principale che doveva puntare sulla Mosa tra Sedan e Mézières, si componeva del 19º Panzerkorps del generale Heinz Guderian, con la 1., la 2. e la 10. Panzer-Division (circa 850 carri e 150 autoblindo); del 41º Panzerkorps del generale Georg-Hans Reinhardt, con la 6. e la 8. Panzer-Division (circa 450 carri armati, tra cui molti mezzi di origine ceca, e 100 autoblindo) e del 14º Corpo d'armata motorizzato del generale Gustav von Wietersheim, con la 2., la 13. e la 29. Divisione motorizzata. A causa della carenza di strade nel territorio delle Ardenne il Panzerkeil dovette procedere inizialmente in tre scaglioni successivi, con in testa il corpo del generale Guderian, seguito da quello del generale Reinhardt e più indietro dalle forze del generale von Wietersheim. La marcia dei panzer venne anche preceduta da due riuscite operazioni speciali: la cosiddetta "operazioni Niwi", che permise a 400 uomini del tenente colonnello Garski di impadronirsi dei due centri tatticamente importanti di Nives e Witry, e l'azione dei 125 uomini del tenente Hedderich che occuparono di sorpresa il villaggio di Esch, aprendo il passo ai carri della 10. Panzer-Division.

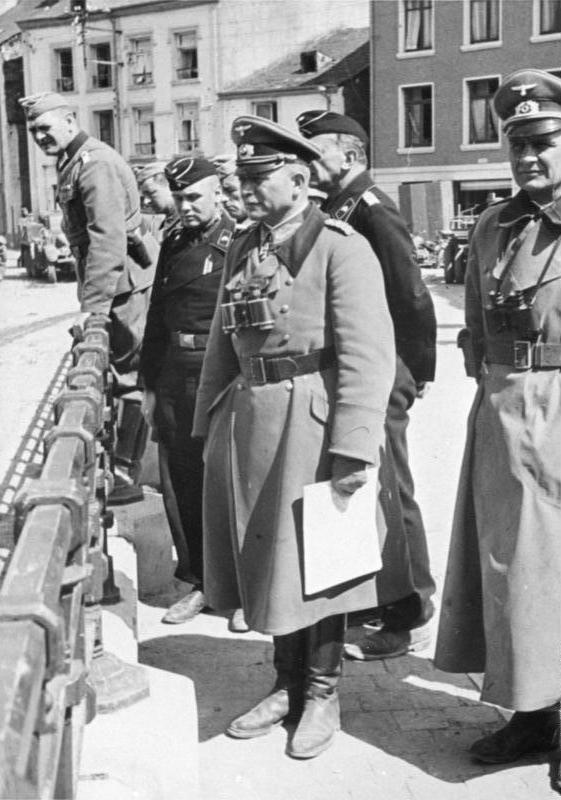
Il generale Heinz Guderian controlla il passaggio dei suoi mezzi corazzati oltre il Semois a Bouillon, il 12 maggio 1940.

A mezzogiorno del 10 maggio il generale Guderian aveva già raggiunto la frontiera belga, dopo aver attraversato senza combattere il Lussemburgo. L'11 e il 12 maggio si verificarono i contatti e gli scontri tra le divisioni di cavalleria leggera francesi e le Panzer-Divisionen tedesche del Gruppo d'armate A. A sud la 10. Panzer-Division del generale Schaal, elemento di sinistra del Panzerkorps di Guderian, respinse ad Arlon la 2ª DLC e raggiunse il Semoy a Herbeumont, mentre più a nord la 1. e la 2. Panzer-Division, dopo essere state infastidite a Martelange dai cacciatori delle Ardenne e ritardate da alcuni errori di marcia ed ingorghi nel traffico, che rallentarono soprattutto la 2. Panzer-Division sul fianco destro, sconfissero la 5ª DLC a Libramont e Neufchâteau, e già nella serata del 12 maggio la 1. Panzer-Division del generale Kirchner arrivò in forze al Semoy a Bouillon, costringendo il generale Huntziger ad ordinare precipitosamente alla sua cavalleria di ripiegare oltre il fiume. Infine il 15º Panzerkorps del generale Hoth attaccò duramente le Divisioni Leggere di Cavalleria della 9ª Armata: la 4ª DLC venne battuta a Marche dalla 7. Panzer-Division del generale Rommel che marciava molto più avanti della 5. Panzer-Division, e dovette ripiegare frettolosamente, mentre a Saint-Hubert i panzer della 6. Panzer-Division, appartenente al 41º Panzerkorps del generale Reinhardt, superarono la resistenza della 3ª Brigata spahis e di reparti della 1ª DLC.
Il pomeriggio del 12 maggio la resistenza della cavalleria meccanizzata francese era stato ovunque superata, le Divisioni Leggere di Cavalleria si batterono strenuamente ma, in inferiorità di forze di fronte alla potenza concentrata di sette divisioni corazzate tedesche, non poterono fare di più. Alla fine della giornata la cavalleria del generale Huntziger (2ª e 5ª DLC) abbandonò anche il Semoy a Bouillon e si ritirò oltre la Mosa a Sedan, e anche i reparti del generale Corap (1ª e 4ª DLC) ripiegarono oltre il fiume tra Dinant e Givet. Nel tardo pomeriggio quindi tutti i ponti sulla Mosa furono metodicamente fatti saltare dal genio francese, mentre la cavalleria passava nelle retrovie lasciando la difesa della linea del fiume alle divisioni di fanteria in difficoltoso arrivo della 9ª e della 2ª Armata.
La rapidità e la potenza dell'avanzata tedesca nelle Ardenne ed i rapporti della cavalleria leggera che sottolinearono la consistenza e la pericolosità delle divisioni corazzate nemiche incontrate inaspettatamente, misero in allarme il comando francese; il generale Georges, preoccupato per il settore di Sedan, iniziò a radunare forze di riserva per rinforzare questo zona e quindi la 3ª Divisione Corazzata di Riserva, la 3ª Divisione motorizzata e quattro divisioni di fanteria (14ª, 36ª, 44ª e 87ª) furono messe in stato di allarme (Direttiva n. 12 del pomeriggio dell'11 maggio), mentre il generale D'Astier, comandante dell'aviazione francese sul "Fronte Nord-Est", informò che le ricognizioni aeree avevano individuato enormi colonne motorizzate nemiche in movimento nelle Ardenne di notte con tutti i fari accesi. Nel complesso tuttavia nei comandi francesi si mantenne un certo ottimismo: i generali Billotte, Georges e Gamelin ritenevano ancora poco probabile un attacco sulla Mosa e soprattutto credevano di avere molto tempo a disposizione per rafforzare le difese e raggruppare le forze di riserva, mentre temevano maggiormente un attacco più a nord nel settore tra Lovanio e Gembloux. Nel campo tedesco la facilità dell'avanzata, il mancato intervento dell'aviazione nemica contro le fitte colonne motorizzate tedesche nelle Ardenne e l'assenza di reazioni degli alleati sorpresero l'alto comando e lo stesso Hitler, che quindi decisero di proseguire secondo i piani, sfruttando la sorpresa e la potenza delle forze corazzate per sferrare subito l'attacco decisivo alla linea della Mosa.

### L'attacco delle Panzer-Division sulla Mosa a Dinant e Monthermé
Alle ore 16.00 del 12 maggio elementi del battaglione motociclisti e del 7º Reggimento fucilieri della 7. Panzer-Division del generale Rommel, formazione di punta del 15º Panzerkorps del generale Hoth, che era avanzata di oltre 100 km in due giorni nei boschi delle Ardenne e, rafforzata anche dai panzer del kampfgruppe Werner (31º Panzer-regiment con oltre 150 carri), distaccato per ordine del generale Hoth dalla 5. Panzer-Division che era in ritardo, aveva facilmente respinto la 4ª Divisions Légères de Cavalerie (DLC) francese, raggiunsero per primi la Mosa a Dinant. La cittadina, posta a est della via d'acqua, venne conquistata, ma il ponte sul fiume, che in questa zona scorreva incassato nelle ripide scarpate della riva destra di difficile accesso per i mezzi motorizzati ma adatte a mascherare e riparare dal fuoco reparti di fanteria, era già stato fatto saltare regolarmente dai genieri francesi.

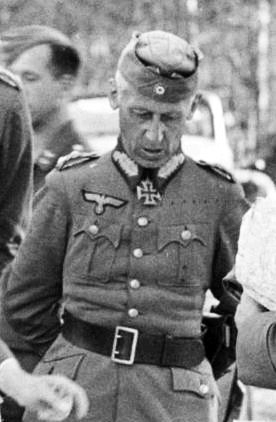
Il generale Hermann Hoth, comandante del 15º Panzerkorps a Dinant.

La difesa di questo tratto della Mosa era stata assegnata dal generale Corap, comandante della 9ª Armata francese, al 2º Corpo d'armata del generale Bouffet con la 5ª Divisione motorizzata (generale Boucher), che, dotata di autocarri, avrebbe dovuto raggiungere il settore più lontano a sud di Namur, ed all'11º Corpo d'armata del generale Martin con la 18ª Divisione fanteria che invece era costituita da reparti poco mobili che avrebbero dovuto percorrere dalla frontiera, prevalentemente a piedi, quasi cento km di strade per raggiungere le loro posizioni sul fiume. I generali francesi avevano pianificato di arrivare sulla Mosa e predisporre le difese entro cinque giorni dal 10 maggio e, considerando la minaccia tedesca in questo settore di minore rilievo e avendo fiducia nella capacità della cavalleria francese di rallentare sufficientemente il nemico, speravano di riuscire a stabilizzare in tempo le difese in attesa di un attacco che si riteneva comunque poco probabile. Il settore di Dinant avrebbe dovuto essere difeso dalla 18ª Divisione del generale Duffet che però la sera del 12 maggio era ancora molto in ritardo e aveva presenti sul posto solo tre battaglioni (due del 66º Reggimento ed uno del 39º Reggimento trasferito dalla 5ª Divisione motorizzata) ed alcuni elementi delle divisioni di cavalleria che avevano ripiegato dalle Ardenne.
Di fronte ad un dispositivo così debole il generale Rommel non attese il grosso della sua divisione corazzata ma già nella serata del 12, sfruttando una chiusa sull'isola di Houx al centro del fiume lasciata intatta ed incustodita dai francesi, riuscì a costituire una prima piccola testa di ponte sulla riva sinistra della Mosa, subito rafforzata da alcuni gruppi di fucilieri del 6º e del 7º Reggimento (colonnello von Bismarck). I confusi contrattacchi sferrati dal generale Duffet con alcuni reparti di riserva di fanteria e carri armati nella giornata del 13 maggio, più volte rinviati, fallirono a causa della disorganizzazione e della confusione nelle file francesi ed anche per l'energia e la combattività del generale Rommel che prese la guida diretta delle operazioni; quindi alla fine del giorno 13, la 7. Panzer-Division poté rafforzare la sua testa di ponte spingendosi verso Onhaye a oltre cinque km a ovest della Mosa e cominciare a costruire ponti mobili a Bouvignes per trasportare i primi carri armati del 25º Panzer-regiment del colonnello Rothenburg (tre abteilung con oltre 220 panzer in totale) oltre il fiume e sfruttare la situazione. Alle prime luci del mattino del 14 maggio quindici carri armati erano sulla riva sinistra del fiume, mentre la testa di ponte aveva raggiunto una ampiezza di cinque km ed una profondità di tre km, e i francesi mostravano i primi segni di disgregazione.

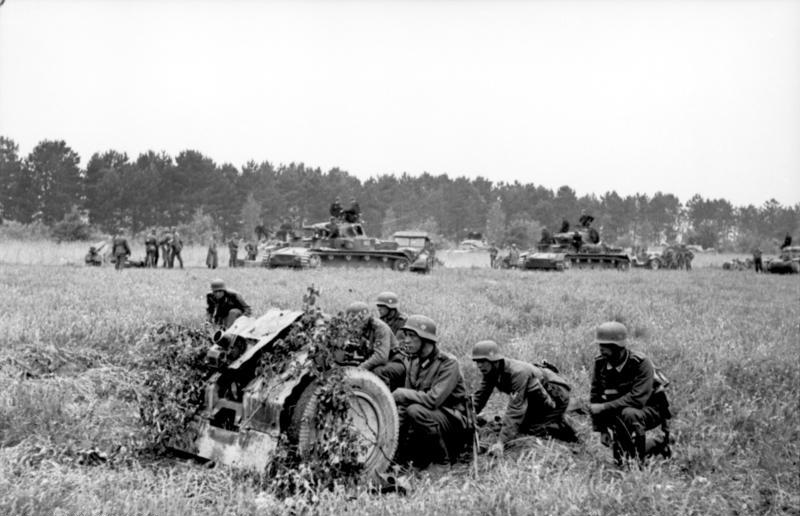
Artiglieri e truppe corazzate tedesche si preparano a sferrare l'attacco.

Il 13 maggio giunse alla Mosa, nell'impervio e boscoso settore di Monthermé anche la 6. Panzer-Division del generale Werner Kempf, appartenente al 41º Panzerkorps del generale Reinhardt, formazione del fianco destro del "cuneo corazzato" del Panzergruppe Kleist, incaricato di sferrare l'attacco decisivo del Fall Gelb. Il corpo corazzato del generale Reinhardt era avanzato, a causa della carenza di strade nelle Ardenne, in secondo scaglione alle spalle del 19º Panzerkorps del generale Guderian che, essendo destinato ad attraversare il fiume nel settore più importante di Sedan, aveva avuto la precedenza, ed entrò in azione solo alle ore 16.00 del 13 maggio quando i reparti della 6. Panzer-Division attaccarono a Monthermé in un'area particolarmente inaccessibile dove il corso del fiume formava varie anse e scorreva incassato in aspri dirupi.
Le difese del settore erano costituite dai reparti della 42ª Demì-brigade della 102ª Divisione fanteria da fortezza appartenente al 41º Corpo d'armata del generale Libaud, sempre appartenente alla 9ª Armata del generale Corap; si trattava di formazioni statiche e prive di mezzi motorizzati ma combattive e, essendo già in posizione, pronte alla battaglia. L'attacco dei fucilieri tedeschi del 4º Reggimento (colonnello von Ravenstein) si sviluppò, dopo la discesa dell'impervio pendio che dominava la valle di Monthermé, sotto il fuoco dei mitraglieri francesi (costituiti in parte da agguerriti soldati indocinesi e malgasci) ed incontrò grosse difficoltà nonostante la copertura di una densa nebbia; solo nella tarda serata, grazie al fuoco di appoggio dei panzer dell'11º Panzer-regiment (colonnello Koll), allineati per ordine del generale Kempff sulla riva destra, ed all'intervento degli aerei della Luftwaffe, i tedeschi attraversarono il fiume su canotti ed anche sfruttando i resti del ponte parzialmente crollato, e penetrarono in un'ansa sbaragliando i difensori. La conformazione del terreno però impedì di sfruttare il successo e nella giornata del 14 maggio la 6. Panzer-Division non poté proseguire a ovest del fiume né poté far attraversare i suoi carri, e rimase bloccata dal fuoco dei reparti della ancora solida 102ª Divisione fanteria da fortezza.

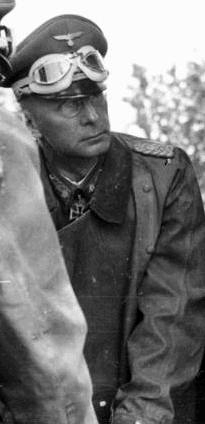
Il generale Georg-Hans Reinhardt, comandante del 41º Panzerkorps a Monthermé.

Mentre la 9ª Armata subiva due attacchi alle sue precarie difese e cedeva alcune pericolose teste di ponte sulla Mosa, un terzo e decisivo attacco era in pieno svolgimento il 13 maggio più a sud dove l'intero 19º Panzerkorps del generale Heinz Guderian (con tre divisioni corazzate e oltre 850 carri armati) aveva raggiunto in forze il fiume nel settore di Sedan, difeso dal 10º Corpo d'armata del generale Grandsand appartenente alla 2ª Armata del generale Charles Huntziger, dopo aver respinto dalle Ardenne la 2ª e la 5ª Divisione Leggera Cavalleria. Benché si trattasse di un'area critica del fronte occidentale, alla cerniera tra la 9ª e la 2ª Armata, le difese di Sedan erano state trascurate dal comando francese; minimizzando i rischi di un'avanzata nemica dalle Ardenne e più interessato a coprire sul fianco la linea Maginot, il generale Huntziger, dopo aver rassicurato i generali Gamelin e Georges sulla solidità delle difese fisse a Sedan, aveva schierato le sue truppe migliori (18º Corpo d'armata del generale Rochard con la 1ª e 3ª Divisione fanteria coloniale, la 3ª Divisione nord-africana, la 41ª Divisione fanteria) sulla destra, nel settore di Montmédy e lasciato le due deboli e poco addestrate divisioni del 10º Corpo del generale Grandsand (55ª e 71ª Divisione fanteria) sulla sinistra. Si trattava di reparti di riservisti reclutati in Bretagna e nella regione parigina non molto combattivi e carenti di difese antiaeree e anticarro, anche se sostenute da una potente artiglieria campale (314º e 369º Reggimento artiglieria con oltre 200 cannoni medi e pesanti) teoricamente in grado di battere il fiume con un fuoco micidiale.
Nonostante il sorprendente e inatteso arrivo in forze delle Panzer-Division sul fiume e la rapida caduta della città di Sedan, posta sulla riva destra e abbandonata senza combattere dai francesi, i generali Grandsand e Lafontaine (comandante della 55ª Divisione fanteria) sembrarono non molto preoccupati la mattina del 13 maggio e contavano di avere tempo a disposizione per rafforzare le loro linee e comunque di poter respingere un attacco oltre il fiume dalle loro posizioni dominanti sulle colline a sud della Mosa. A livello dell'Alto comando i generali Georges e Roton erano molto meno tranquilli ed, allarmati dalle notizie provenienti dalle Ardenne, dopo aver attivato l'11 maggio le prime riserve (Direttiva n. 12), il pomeriggio del 12 maggio disposero il trasferimento d'urgenza nel settore di Sedan della 3ª Divisione Corazzata di Riserva, della 3ª Divisione motorizzata e della 14ª Divisione fanteria (raggruppate nel 21º Corpo d'armata) per rafforzare le difese ed eventualmente contrattaccare.
In realtà il generale Guderian, con le sue divisioni corazzate ancora non del tutto concentrate (in particolare la 2. Panzer-Division era molto in ritardo) e sottoposte al fuoco francese dalla riva sinistra, non mancava di preoccupazioni e avrebbe preferito, in assenza di una adeguata artiglieria pesante per battere le postazioni francesi oltre il fiume, rinviare l'attacco principale al 14 maggio, ma il generale von Kleist, sperando di cogliere di sorpresa i francesi, impose di sferrare l'offensiva subito e promise il concorso della Luftwaffe che nel pomeriggio del 13 maggio sarebbe stata concentrata nel settore per sferrare attacchi continui e sopprimere le difese nemiche.

### Crollo delle difese francesi a Sedan
A partire dalle ore 11.00 del 13 maggio la Luftwaffe (Luftflotte 3 del generale Hugo Sperrle) concentrò i suoi mezzi, quasi 1500 aerei, nel settore di Sedan e iniziò a sferrare una serie incessante di attacchi alle postazioni francesi; non ostacolati dalle aviazioni alleate che non intervennero o furono respinte, gli aerei tedeschi, appartenenti al 2º Fliegerkorps del generale Bruno Loerzer e all'8º Fliegerkorps del generale Wolfram von Richthofen, equipaggiato con i temibili Stukas, poterono colpire impunemente per ore le linee nemiche, infliggendo danni alle fortificazioni fisse ed alle casematte del settore e soprattutto scuotendo fortemente il morale dei soldati francesi.

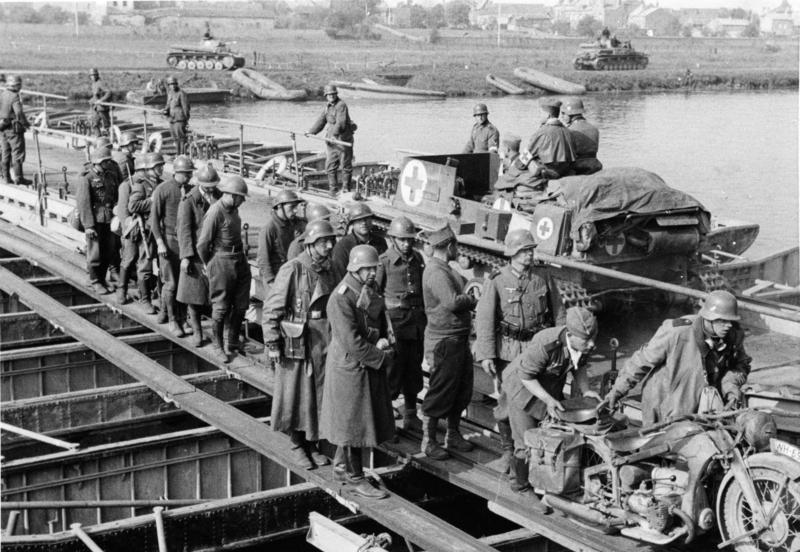
Le truppe tedesche attraversano la Mosa.

In particolare, gli artiglieri sospesero il fuoco di interdizione sulla linea del fiume, mentre anche i fanti furono molto scossi dai continui attacchi aerei. Mezz'ora prima dell'inizio dell'attacco il generale Guderian fece inoltre entrare in azione anche tutta la sua artiglieria, compresi i pezzi contraerei da 20, 37 e 88mm e i cannoni da 75mm dei suoi carri Panzer IV; infine alle ore 16.00, dopo una estenuante marcia forzata dei reparti tedeschi designati per l'assalto, fucilieri e pionieri delle divisioni corazzate iniziarono l'attraversamento della Mosa su canotti. La resistenza dei difensori della 55ª Divisione fanteria (331º Reggimento, parte del 295º Reggimento e 147º Reggimento fanteria da fortezza), demoralizzati dal fuoco nemico e dai bombardamenti aerei ed in parte in fase di trasferimento dopo l'arrivo di alcuni reparti della 71ª Divisione fanteria, fu debole ed in pochi minuti i tedeschi completarono l'attraversamento e raggiunsero la riva sinistra del fiume.
I successi maggiori furono raggiunti al centro del fronte d'attacco dal 1º Reggimento fucilieri (colonnello Hermann Balck) della 1. Panzer-Division del generale Kirchner e dal reggimento Grossdeutschland del colonnello Schwerin, che scardinarono le difese tra Glaire e Torcy e avanzarono in profondità; a sinistra, a Wadelincourt, anche il 69º e l'86º Reggimento fucilieri della 10. Panzer-Division del generale Schaal, dopo qualche difficoltà iniziale, riuscì a costituire prima del cadere della notte una solida testa di ponte contro la fanteria della 71ª Divisione del generale Baudet, mentre a destra la 2. Panzer-Division del generale Veiel giunse in ritardo e alle ore 20.00 aveva potuto attraversare a Donchery solo con pochi uomini. Nella notte tuttavia i difensori, minacciati sulla loro destra dalla 1. Panzer-Division, si ritirarono e i tedeschi poterono espandere la testa di ponte. Nelle ore successive i fucilieri della 1. Panzer-Division, al comando del colonnello Balck sfruttarono audacemente il successo e, poco ostacolati dai difensori in evidente disfacimento, conquistarono le importanti alture del Bois de la Marfée ed alle ore 23.00 raggiunsero Chéhéry a otto km a sud della Mosa.

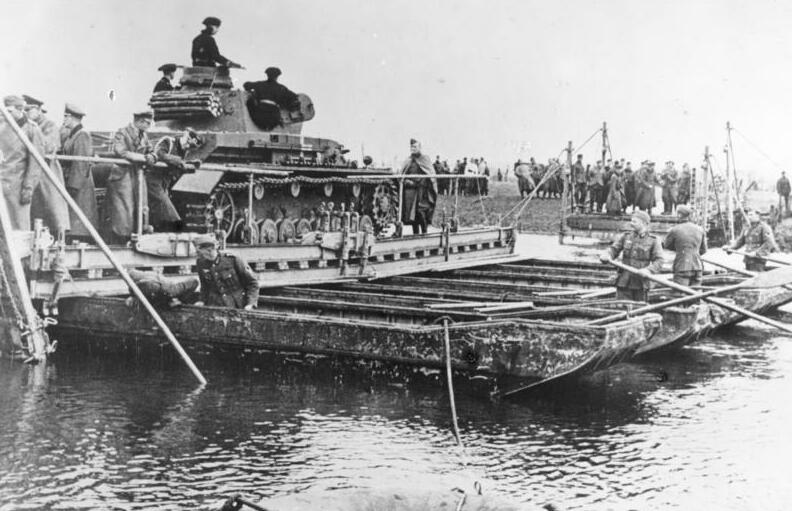
Le Panzer-Division del generale Heinz Guderian attraversano la Mosa a Sedan.

Dalle ore 18.00 del 13 maggio la situazione francese si era fortemente aggravata: le truppe, scosse dai bombardamenti e dalla violenza dell'attacco, ebbero un crollo morale, gli artiglieri abbandonarono i loro cannoni, i colonnelli dell'artiglieria Durzal e Poncelet si ritirarono a loro volta abbandonando i reparti, i soldati ripiegarono in disordine, si diffusero voci, si verificarono fenomeni di panico. Nella notte la 55ª Divisione fanteria era ormai quasi distrutta, l'artiglieria era perduta e niente più ostacolava la 1. Panzer-Division che alle ore 06.00 del 14 maggio poté iniziare, dopo la costruzione di un ponte mobile a Gaulier, il passaggio dei panzer della 1ª Panzer-Brigade (270 carri armati) del colonnello Keltsch oltre il fiume.
Le notizie disastrose da Sedan provocarono costernazione e confusione nei quartier generali francesi, il generale Georges, rassicurato a più riprese da Huntziger che minimizzò la crisi, inizialmente tranquillizzò a sua volta il generale Gamelin, ma nella notte del 14 maggio fu quasi colto dal panico di fronte alle notizie della rotta, mentre il generale Billotte, più cosciente della situazione, durante la giornata richiese disperatamente l'intervento delle aviazioni alleate per sostenere le truppe attaccate. Il generale Grandsand, comandante del 10º Corpo d'armata a Sedan, fin dalle ore 19 del 13 maggio aveva cercato di bloccare l'avanzata tedesca con l'impiego delle sue riserve; ma i reparti si mossero con lentezza, nella disorganizzazione e nella confusione, provocata anche dagli sbandati che abbandonavano il fronte.

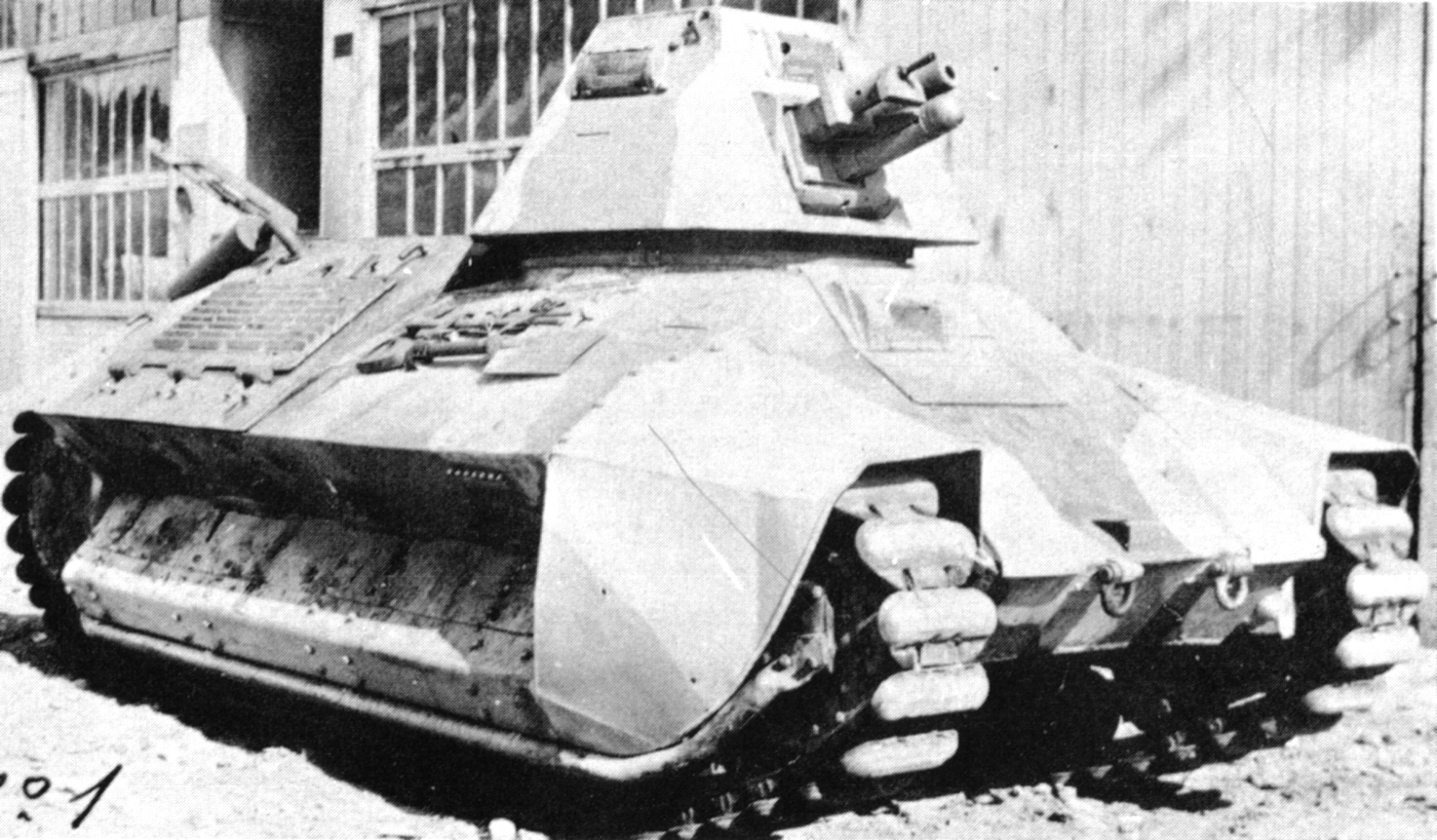
Un carro francese FCM36; questi mezzi cercarono di fermare l'avanzata dei panzer a Bulson il 14 maggio.

Solo alle ore 07.00 del 14 maggio il 4º e il 7º battaglione di carri leggeri (dipendenti, insieme al 3º battaglione carri, dal 503e Groupement de Bataillons de Chars, la riserva corazzata della 2ª Armata) e reparti del 213º e 205º Reggimento fanteria tentarono di contrattaccare verso Bulson e Chéhéry, ma ormai una parte dei panzer della 1. Panzer-Division erano già a sud del fiume; solo il 7º battaglione carri (maggiore Giordani) entrò in azione in tempo ed incappò nelle prime compagnie di carri tedeschi del Panzer-Regiment 2, uno dei due reggimenti corazzati della 1ª Panzer-Brigade del colonnello Keltsch. Inizialmente i reparti corazzati francesi ottennero qualche successo, ma alle ore 8.30 i panzer del colonnello Keltsch si rinforzarono con l'arrivo di altre compagnie corazzate del Panzer-Regiment 2 provenienti da Sedan, attaccarono in modo coordinato e presero facilmente il sopravvento sui mezzi nemici, più lenti e meno abili tatticamente. Dopo aspri scontri a distanza ravvicinata, i panzer tedeschi respinsero il debole contrattacco a Bulson e Connage, e il battaglione di carri leggeri FCM 36 venne decimato, perdendo 29 carri sui 39 impegnati. Dopo questa sconfitta anche le altre forze francesi predisposte per attaccare si ritirarono rapidamente insieme ai pochi resti della 55ª Divisione del generale Lafontaine, ormai praticamente distrutta. Alle ore 09.00 i carri armati tedeschi della 1. Panzer-Division erano a Bulson, mentre sulla loro sinistra anche la 10. Panzer-Division faceva rapidi progressi da Pont-Maugis e Thélonne in direzione di Rancourt, di fronte alla 71ª Divisione fanteria, in disfacimento nel panico e nel disordine.

### Lo sfondamento

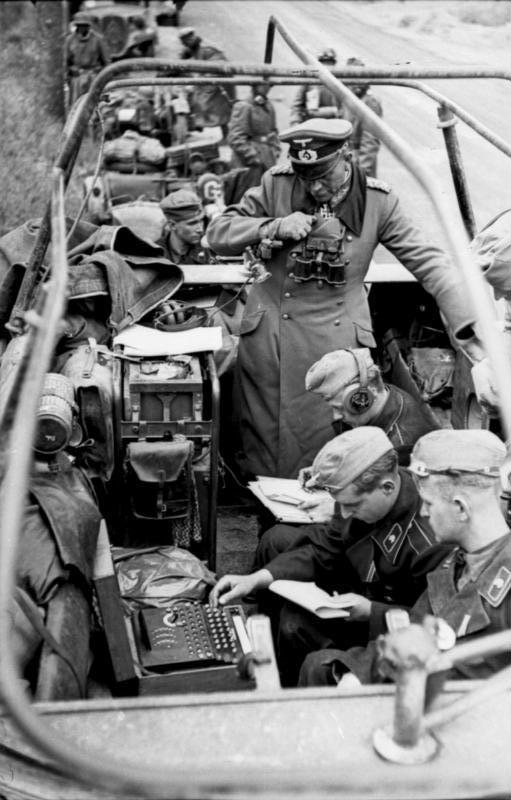
Il generale Heinz Guderian dirige le operazioni a bordo del suo mezzo semicingolato da comando.

Il generale Guderian, che aveva attraversato il fiume con i primi reparti d'assalto per dirigere personalmente le operazioni, trascorse la prima parte del 14 maggio a rafforzare la sua testa di ponte ed a organizzare il passaggio dei carri armati delle sue tre divisioni corazzate, sfruttando lo sfacelo delle difese del 10º Corpo d'armata francese. Quindi anche la 2. e al 10. Panzer-Division trasferirono oltre la Mosa il grosso delle loro forze mobili (la 2ª Panzer-Brigade del colonnello von Prittwitz e la 4ª Panzer-Brigade del colonnello Landgraf) e nel primo pomeriggio Guderian prese l'audace decisione, nonostante un vivace contrasto con il prudente generale von Kleist che avrebbe preferito attendere le forze di fanteria e consolidare la testa di ponte, di far girare subito verso ovest la 1. e la 2. Panzer-Division allo scopo di attraversare il corso d'acqua del Bar e dirigere direttamente verso le coste della Manica, a nord dell'Aisne e della Somme, facendo proteggere questa manovra dal reggimento Grossdeutschland e dalla 10. Panzer-Division che sarebbero avanzate a sud verso la cittadina di Stonne.
Nella mattinata del 14 maggio fallirono anche i ripetuti attacchi sferrati in successione dalla RAF e dall'Armée de l'air contro i ponti mobili costruiti dai tedeschi sulla Mosa; le difese contraeree tedesche del colonnello von Hippel furono molto efficaci e i caccia della Luftwaffe intervennero in massa (i piloti tedeschi definirono il 14 maggio "il giorno dei caccia") infliggendo gravi perdite agli assalitori (i britannici persero 45 bombardieri sui 109 impegnati e 20 caccia, mentre i francesi 5 bombardieri e 30 caccia) che non ottennero alcun risultato contro i ponti né poterono frenare l'avanzata dei panzer.

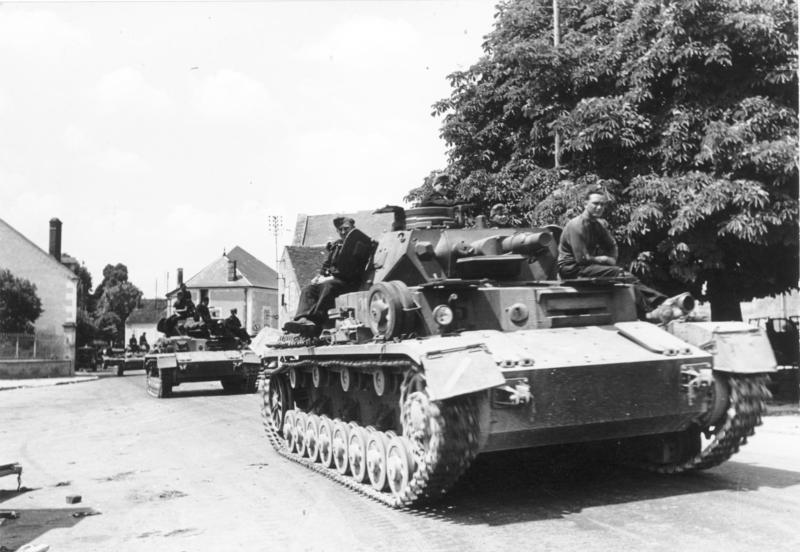
I carri armati tedeschi avanzano in profondità durante il Westfeldzug.

Nel corso del 14 maggio quindi le due Panzer-Division del 19º Panzerkorps attaccarono verso ovest e attraversarono il Bar dopo aver superato la coraggiosa ma disorganizzata resistenza delle modeste forze organizzate dal generale Chanoine con una serie di formazioni di fanteria ed reparti di carri leggeri e cavalleria appartenenti alla 5ª Divisione Leggera di Cavalleria ed alla 1ª Brigata cavalleria. Il generale Corap, molto preoccupato dal varco aperto dai tedeschi tra il fianco destro della sua armata e il fianco sinistro del generale Huntziger, aveva inviato la 3ª Brigata Spahis del colonnello Marc e la 53ª Divisione fanteria di riserva (generale Etchberrigaray) per mantenere il collegamento e rafforzare la linea del Bar, ma a causa di ritardi e disorganizzazione questi reparti non giunsero in tempo. I fucilieri del colonnello Balck e i panzer della 1ª Panzer-Brigade (al comando del colonnello Nedtwig dopo il ferimento per errore del colonnello Keltsch durante un attacco aereo tedesco a Cheméry alle ore 12.00) della 1. Panzer-Division del generale Kirchner dovettero combattere accanitamente ma nella notte del 14 maggio, dopo aver catturato 3 000 prigionieri e distrutto 50 carri armati nemici, raggiunsero l'importante centro di Singly.
Nel frattempo, fin dal primo mattino del 14, erano arrivate sul campo a sud di Stonne le potenti riserve che il generale Georges aveva inviato di rinforzo per il generale Huntziger fin dalla sera del 12 maggio. La 3ª Divisione Corazzata di Riserva del generale Brocard, con oltre 150 carri armati, tra cui circa 60 carri pesanti B1 bis, e la 3ª Divisione motorizzata (generale Bertin-Boussu), raggruppati sotto il comando del 21º Corpo d'armata del generale Flavigny, si trovavano in posizione utile per contrattaccare verso nord e avrebbero potuto minacciare il fianco sinistro del 19º Panzerkorps del generale Guderian, coperto inizialmente solo dal reggimento Grossdeutschland in attesa dell'arrivo della 10. Panzer-Division.
Ma i generali francesi dimostrarono scarsa iniziativa e capacità: il generale Huntziger, più preoccupato di difendersi che di attaccare, emanò ordini contraddittori, il generale Flavigny, poco esperto di manovre con mezzi corazzati, rinviò ripetutamente l'attacco, sparpagliando le sue formazioni corazzate nelle campagne, e alla fine sia il 14 che il 15 maggio la 3ª DCR del generale Brocard, frammentata in piccoli gruppi, si limitò ad azioni locali prevalentemente difensive intorno a Stonne e non lanciò mai il contrattacco in massa verso Sedan che aveva ordinato il generale Georges. Il pomeriggio del 15 maggio i carri pesanti B1 bis del 39º Battaglione carri misero in difficoltà il reggimento Grossdeutschland, ma i cannoni anticarro tedeschi del tenente Beck-Broichsitter e del sergente Hindelang salvarono la situazione e i francesi, dopo aver perso 33 carri armati, si ritirarono. Nei giorni seguenti i carri armati francesi della 3ª DCR combatterono una serie di aspri scontri a Stonne contro il Grossdeutschland e la 10. Panzer-Division del generale Schaal, rinforzate dai primi reparti della 29ª Divisione motorizzata: entrambe le parti subirono gravi perdite di carri, ma i tedeschi respinsero gli attacchi e mantennero le posizioni coprendo il fianco delle altre due divisioni corazzate che erano ormai in rapida avanzata verso ovest.

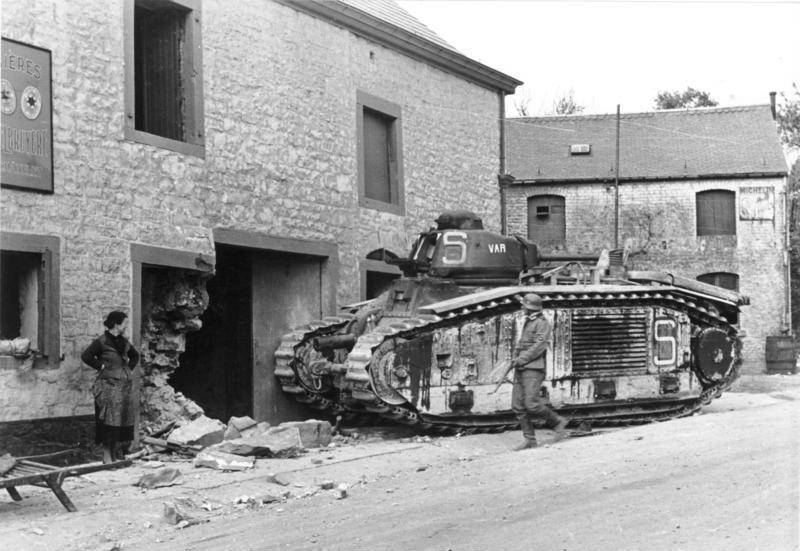
I resti di un carro B1 bis francese.

Il 15 maggio quindi, mentre i generali Flavigny e Huntziger sprecavano una favorevole occasione e disperdevano la potenza offensiva delle loro forze corazzate, il generale Guderian poté continuare la sua avanzata verso ovest con la 1. e la 2. Panzer-Division. Sulla Vence i francesi organizzarono un'ultima resistenza con reparti della 3ª Brigata Spahis, che si batterono con valore a La Horgne fino alle ore 18.00 contro la 1. Panzer-Division del generale Kirchner, con la cavalleria del generale Chanoine e con un reggimento di fanteria della 14ª Divisione del generale de Lattre appena arrivata. Dopo duri combattimenti questa coraggiosa ma frammentaria resistenza venne superata, gli Spahis vennero dispersi ed anche la debole 53ª Divisione fanteria del generale Etchberrigaray, inviata disperatamente dal generale Corap per proteggere il fianco destro della sua 9ª Armata, si disgregò rapidamente e venne travolta dalla 2. Panzer-Division del generale Veiel.
Il mattino del 16 maggio i panzer erano liberi di marciare, quasi senza opposizione, in profondità nelle pianure della Piccardia in direzione di Laon, Rethel e Montcornet, mentre nugoli di sbandati francesi rifluivano verso sud e numerosi prigionieri venivano raccolti dalle colonne tedesche. Il generale Guderian, dopo aver avuto un nuovo contrasto con il generale von Kleist, desideroso di rallentare l'avanzata e di attendere l'arrivo della fanteria per consolidare i risultati raggiunti nel timore di possibile minacce sui fianchi, spinse avanti le sue colonne corazzate con la massima energia. Dopo un vivace scontro tra i due generali, Guderian (che per un momento rassegnò anche le dimissioni dal comando) poté riprendere la sua avanzata e la 2. Panzer-Division raggiunse, dopo aver superato facilmente la sporadica resistenza di reparti di cavalleria leggera appartenenti alla 3ª DLC del generale Petiet, alle ore 11.00 del 16 maggio Montcornet, oltre 60 km a ovest di Sedan, dove ebbe la sorpresa di incontrare i panzer della 6. Panzer-Division del generale Kempff, appartenente al 41º Panzerkorps del generale Reinhardt, che erano arrivati in città già alle ore 17.00 del 15 maggio, dopo aver infine superato la resistenza nemica a Monthermé.

### Distruzione della 9ª Armata

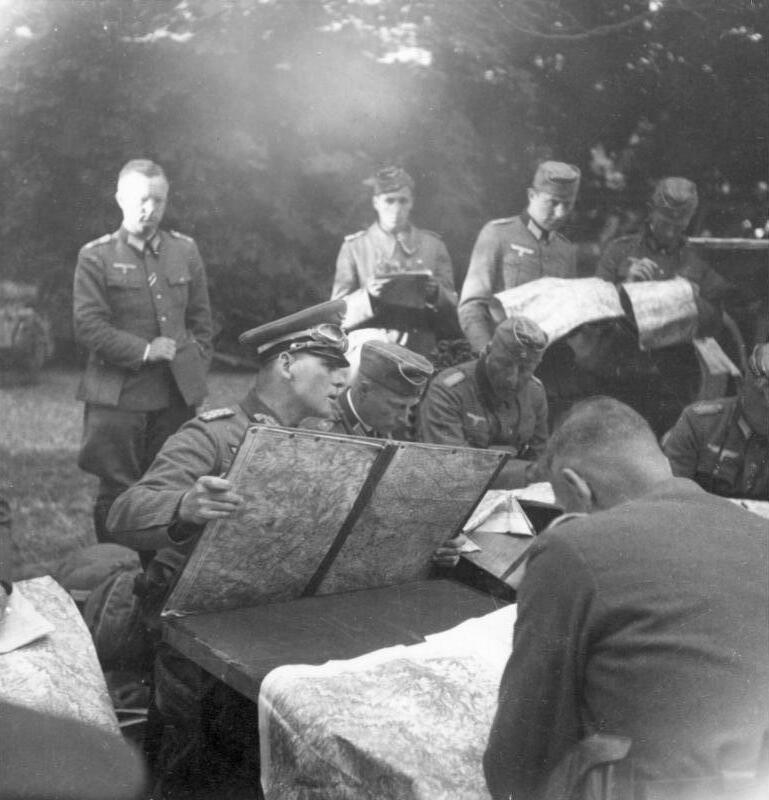
Il generale Erwin Rommel dirige le operazioni della sua 7. Panzer-Division.

Il 14 e il 15 maggio era crollata infatti anche la resistenza della 9ª Armata del generale Corap che, già minacciata dai due sfondamenti del 13 maggio a Dinant e Monthermé, si trovava con il fianco destro completamente scoperto a causa del cedimento della 2ª Armata a Sedan. Nel settore di Dinant il generale Rommel il 14 maggio continuò a rafforzare e ad espandere la sua testa di ponte e, nonostante alcune difficoltà iniziali a causa di un contrattacco della 5ª Divisione motorizzata a Haut-le-Wastia, superò la declinante resistenza della 18ª Divisione fanteria. Nel pomeriggio, con l'arrivo dei carri armati del 25º Panzer-regiment del colonnello Rothenburg a rinforzo dei fucilieri del colonnello von Bismarck, occupò Onhaye e Morville (difese accanitamente dai primi reparti della 4ª Divisione nord-africana) e quindi marciò durante la notte su Anthée e Philippeville.
Intanto più a nord, anche l'altra divisione corazzata del 15º Panzerkorps del generale Hoth, la 5. Panzer-Division del generale Max von Hartlieb, iniziò a superare la Mosa, il 31º Panzer-regiment del colonnello Werner, aggregato tatticamente alla divisione corazzata di Rommel, attraversò sul ponte della 7. Panzer-Division a Dinant, mentre altri reparti passarono a Anhée. Infine anche più a sud le difese francesi della 9ª Armata stavano cedendo: vicino a Givet, anche la 32ª Divisione fanteria attraversò il fiume senza difficoltà superando le difese della 22ª Divisione fanteria del generale Hassler, che abbandonò prematuramente le sue posizioni per errori negli ordini e non riuscì ad opporre una valida resistenza.

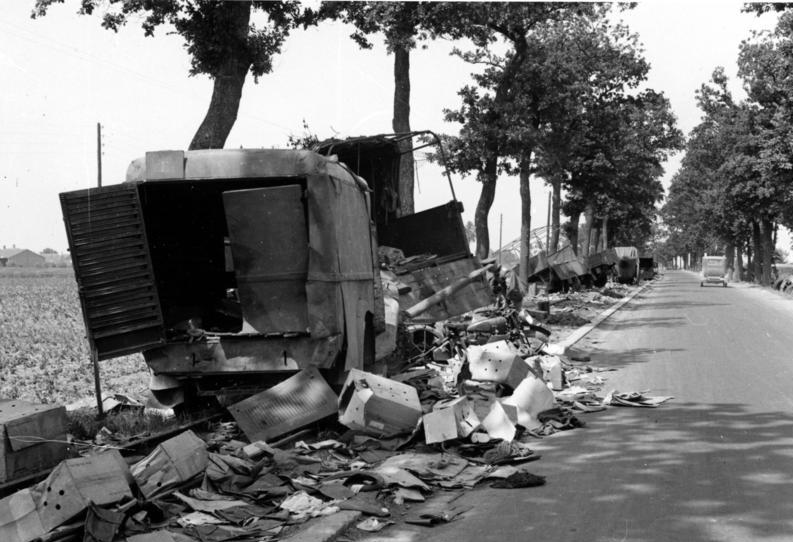
Resti di una colonna motorizzata francese distrutta.

Alle ore 19.00 del 14 maggio il generale Martin, comandante dell'11º Corpo d'armata, prese la disastrosa decisione di fare arretrare le sue divisioni (18ª e 22ª Divisione fanteria) in fase di sfacelo su una linea più arretrata abbandonando la difesa del fiume. La manovra si trasformò in rotta, le due divisioni già indebolite, erano duramente impegnate dagli attacchi tedeschi ed ebbero grande difficoltà a rompere il contatto e sganciarsi; ben presto si disgregarono durante la ritirata e, sottoposte ai continui attacchi aerei della Luftwaffe che il 14 maggio, dopo essersi impegnata in massa il 13 maggio a Sedan, si concentrò nel settore della 9ª Armata, non furono assolutamente in grado né di contrastare la sempre più rapida avanzata delle due divisioni corazzate del generale Hoth né di stabilirsi sulla linea Oret-Florennes-Chaumont-Vireux prevista dal generale Martin.
Nella notte del 15 maggio si verificarono drammatiche discussioni tra i generali Corap e Billotte, molto preoccupati dagli intempestivi ordini di ritirata diramati autonomamente dal generale Martin e dai segni evidenti del crollo delle difese sulla Mosa; alla fine (alle ore 02.30) venne deciso, apparentemente per iniziativa del generale Billotte, un arretramento ancora più profondo, fino ad una linea Marienbourg-Rocroi-Signy-l'Abbaye, mentre sembra che il generale Corap propose addirittura di ripiegare fino alla linea di frontiera. Il generale Billotte, pur molto allarmato, rinviò invece l'ordine di ritirata per le sue armate anglo-francesi (1ª e 7ª Armata francese e il BEF) che si stavano appena schierando sulla Linea Dyle-Breda. Si riteneva di poter ancora salvare la situazione con l'arrivo della 1ª Divisione Corazzata di Riserva del generale Bruneau e della eccellente 4ª Divisione fanteria nordafricana del generale Sancelme, assegnate dal generale Georges fin dalle ore 12 del 14 maggio alla 9ª Armata del generale Corap, che erano in avvicinamento da nord (alcuni reparti nord-africani avevano già preso contatto con la 7. Panzer-Division del generale Rommel a Onhaye).
Il generale Billotte alle ore 4.00 del 15 maggio comunicò con drammatica chiarezza al generale Georges che la situazione della 9ª Armata era molto critica e che i reparti stavano ripiegando in massa abbandonando la linea della Mosa; egli sollecitò un cambio di comando per sollevare il morale delle truppe e galvanizzare la resistenza sulla nuova linea più arretrata. Quindi l'energico generale Henri Giraud, già comandante della 7ª Armata che era inutilmente avanzata fino ai Paesi Bassi, venne nominato alla guida dell'armata in disfacimento al posto del generale Corap e nel pomeriggio assunse il comando al Quartier generale di Vervins, ma fin dall'inizio si trovò di fronte a una situazione confusa e drammatica. All'oscuro della esatta posizione delle sue divisioni e delle forze nemiche, senza collegamenti, con le riserve ormai esaurite o distrutte il generale Giraud, malgrado il suo entusiasmo e le sue capacità, non poté fare nulla per arginare lo sfacelo completo della 9ª Armata.

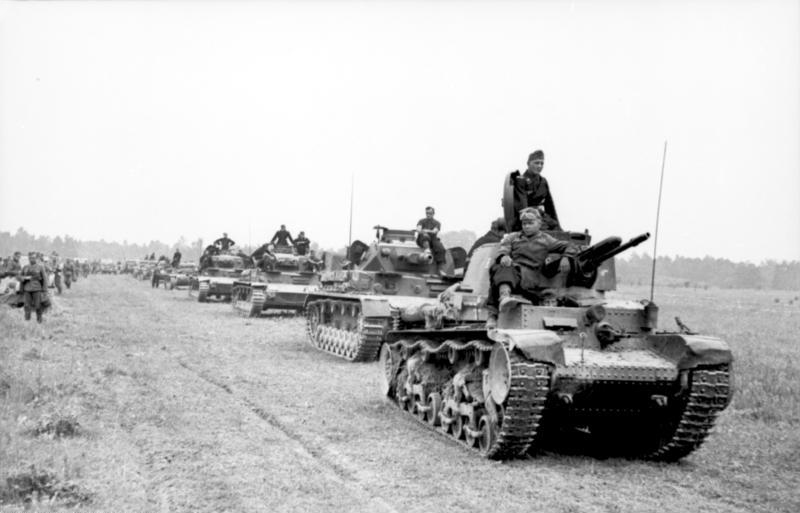
Colonna di carri armati della 6. Panzer-Division.

Il 15 maggio la 9ª Armata armata venne definitivamente distrutta dalle divisioni tedesche del Panzergruppe Kleist e del 15º Panzerkorps: a nord la 5ª Divisione motorizzata del generale Boucher ripiegò con gravi perdite ma, nonostante fosse dotata di mezzi motorizzati, si disgregò e solo pochi resti raggiunsero la linea di frontiera, mentre il generale Bouffet, comandante del 2º Corpo d'armata rimase ucciso durante gli scontri. Le due divisioni dell'11º Corpo d'armata del generale Martin (18ª Divisione del generale Duffet e 22ª Divisione fanteria del generale Hassler), dopo aver abbandonato le difese sul fiume, praticamente scomparvero nella lotta, colpite dall'aria dai bombardieri della Luftwaffe e superate dai panzer del generale Hoth (7. e 5. Panzer-Division) in marcia su Philippeville e Florennes. Alcuni reparti dispersi delle due divisioni raggiunsero la linea di confine dove non riuscirono neppure ad occupare le fortificazioni di frontiera, le cui chiave di accesso risultarono introvabili.

Carta delle operazioni dal 10 al 16 maggio 1940.

Infine a sud i reparti della 102ª Divisione fanteria da fortezza avevano sostenuto la battaglia a Monthermé per tutto il 14 maggio contro i fucilieri del colonnello Ravenstein della 6. Panzer-Division, ma al mattino del 15 maggio ricevettero l'ordine di ritirata del generale Corap sulla linea Rocroi-Signy-l'Abbaye. Durante la manovra di sganciamento, particolarmente difficoltosa essendo la divisione priva di mezzi motorizzati, le truppe francesi vennero attaccate dalla 6. Panzer-Division, che era finalmente riuscita a sbucare fuori da Monthermè ed a far attraversare il fiume ai suoi carri armati dell'11º Panzer-regiment (circa 230 panzer). Inoltre, a monte di Monthermè, anche la 8. Panzer-Division del generale Kuntzen, l'altra divisione del 41º Panzerkorps del generale Reinhardt, aveva a sua volta iniziato a superare la Mosa a Nouzonville con i suoi 220 carri armati, con la collaborazione della 3ª e della 23ª Divisione fanteria. La 102ª Divisione da fortezza del generale Portzer venne dispersa durante la ritirata e solo 1 200 soldati scamparono alla cattura, mentre anche l'altra divisione del 41º Corpo d'armata del generale Libaud, la 61ª Divisione fanteria del generale Vauthier si sgretolò completamente sotto gli attacchi improvvisi dei carri armati della 6. Panzer-Division, raggruppati nel kampfgruppe Esebeck al comando del colonnello von Esebeck, che avanzarono fino a Brunehamel dove i quattro panzer di testa sgominarono un'intera unità motorizzata nemica in ripiegamento e catturarono cinquecento prigionieri; solo 700-800 uomini della divisione vennero radunati nelle retrovie dagli ufficiali francesi.
Alle ore 17.00 del 15 maggio la 6. Panzer-Division del generale Kempff, dopo una fulminea avanzata in mezzo alle colonne in rotta della fanteria francese e aver spazzato via interi reparti nemici in movimento lungo le strade, raggiunse Montcornet, 60 km a ovest della Mosa, suggellando il crollo definitivo in soli tre giorni della 9ª Armata.

### Fallimento dei contrattacchi francesi
Nella notte del 14 maggio il generale Aimé Doumenc, capo di Stato maggiore del generale Gamelin e quartiermastro generale dell'Esercito francese, aveva tentato di risollevare il generale Georges che alle notizie del crollo a Sedan aveva avuto un drammatico cedimento morale, delineando e cercando di organizzare una manovra per chiudere le pericolose brecce aperte in tre punti del fronte della Mosa dalla divisioni corazzate tedesche. Impiegando tre Divisioni Corazzate di Riserva contemporaneamente nella controffensiva, da sud la 3ª DCR verso Sedan, da nord la 1ª DCR in direzione di Dinant e da ovest la 2ª DCR verso Givet, si poteva sperare di respingere le ancora deboli formazioni nemiche che avevano superato il fiume e ristabilire la situazione sul fronte. La manovra, teoricamente ancora eseguibile il 14 o il 15 maggio, sarebbe però completamente fallita in pochi giorni a causa di errori tattici dei comandanti sul campo, della disorganizzazione e della confusione nelle file francesi, disorientate dalla rapidità e dalla potenza delle Panzer-Division.

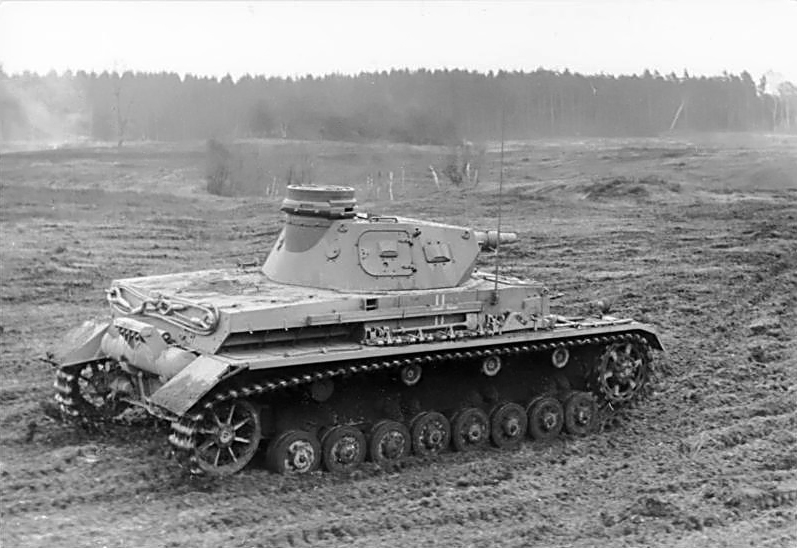
Un Panzer IV, il carro più pesante della Wehrmacht nel 1940. equipaggiato con un cannone 75mm/24 calibri.

Mentre la 3ª DCR del generale Brocard il 14 e il 15 maggio veniva frantumata in piccoli gruppi dal generale Flavigny e impiegata inutilmente in compiti difensivi dal comando della 2ª Armata invece di contrattaccare su Sedan come avevano sperato i generali Georges e Doumenc, il generale Bruneau, comandante della 1ª DCR, nel pomeriggio del 14 maggio aveva finalmente portato faticosamente la sua potente formazione a sud della Sambre per intervenire a favore della 9ª Armata nel settore di Dinant; ma ancora una volta il sistema francese di impiego delle riserve corazzate dimostrò gravi carenze e notevole disorganizzazione. I movimenti dell'unità corazzata, equipaggiata con 156 carri armati tra cui 66 B1 bis, furono lenti e confusi, in mezzo alle masse di sbandati in rotta; inoltre la divisione si trovò presto a corto di carburante a causa dell'assenza delle cisterne di rifornimento, introvabili nelle retrovie. Al mattino del 15 maggio, senza nuovi ordini, il generale Bruneau invece di contrattaccare si trovava con la sua divisione meccanizzata ferma e dispersa in mezzo alla campagna tra Florennes e Flavion in parte senza carburante e senza informazioni.
Durante la giornata la divisione corazzata venne attaccata di sorpresa dai panzer della 7. Panzer-Division del generale Rommel che, liberi di avanzare dopo il crollo dell'11º Corpo d'armata, colpirono da sud a Flavion i carri francesi quasi immobili per la carenza di carburante. I primi ad entrare in azione furono i carri del 66º Abteilung del tenente colonnello Sieckenius, presto seguiti dai mezzi del 25º Panzer-regiment del colonnello Rothenburg, e i carri pesanti B1 bis francesi del 28º battaglione carri, sorpresi e costretti a combattere da fermo, subirono gravi perdite quasi senza poter reagire. Dopo il breve scontro, Rommel interruppe il contatto e proseguì verso ovest, aggirando le forze della 1ª DCR. Verso le 11.00 entrarono in azione da nord-est a Ermeton i panzer del 31º Panzer-regiment del colonnello Paul Werner (i "Diavoli rossi") appartenenti alla 5. Panzer-Division del generale von Hartlieb.

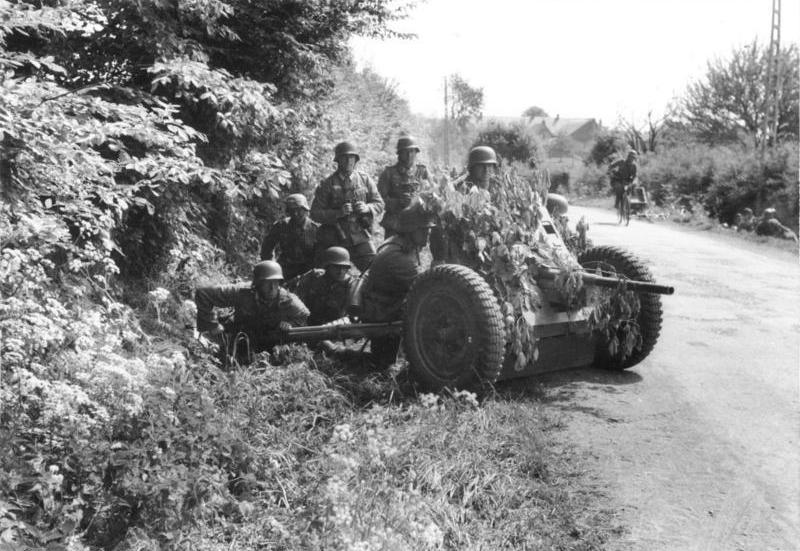
Un cannone anticarro tedesco da 37mm. Leggero e manovrabile questo pezzo non disponeva però della potenza necessaria per affrontare i carri pesanti francesi.

Questa divisione corazzata, agli ordini, insieme alla 7. Panzer-Division, del 15º Panzerkorps del generale Hoth, era molto in ritardo e il suo secondo reggimento corazzato (il 15º Panzer-regiment del colonnello Streich) era ancora in fase di attraversamento della Mosa ad Anheé; quindi solo i circa 150 carri del colonnello Werner attaccarono i due battaglioni della Brigata pesante (generale Rabanit) della 1ª DCR. I B1 bis, sempre intralciati dalle carenze di carburante, combatterono in piccoli gruppi fidando soprattutto nei loro cannoni pesanti da 75 e da 47mm e nelle loro solide corazzature, ma, anche se inflissero sensibili perdite ai carri leggeri tedeschi, vennero progressivamente disgregati e distrutti dai panzer tedeschi, più abili nella manovra, efficacemente coordinati via radio e supportati dall'artiglieria e dalla Luftwaffe.
La 5. Panzer-Division subì la perdita di una trentina di mezzi ma a sua volta distrusse metodicamente i vari raggruppamenti francesi, colti isolati e bersagliati da tutte le direzioni. Alla fine del 15 maggio il generale Bruneau fu costretto ad ordinare la ritirata verso la frontiera, manovra che la divisione effettuò con difficoltà dopo aver perso oltre 100 carri armati. Il 28º Battaglione carri pesanti venne decimato e rimase con solo due B1 bis funzionanti, mentre il 26º Battaglione carri leggeri, attaccato sul fianco dai panzer del generale Rommel, aveva ancora una ventina di carri. L'altro battaglione pesante di carri B1 bis, il 37º, dopo essere stato colpito dai panzer del colonnello Werner, incappò a Denée in uno sbarramento anticarro dell'artiglieria della 8ª Divisione fanteria tedesca, appartenente alla 4ª Armata del generale von Kluge che seguiva il 15º Panzerkorps di Hoth, e venne a sua volta distrutto salvando nella serata solo quattro carri. Solo il 25º battaglione carri leggeri, non impegnato nella battaglia del 15 maggio, rimase quasi intatto e ripiegò precipitosamente verso Avesnes, mentre gli ultimi carri pesanti B1 bis cercavano scampo a Beaumont.
Il 16 maggio anche le ultime forze della 1ª DCR vennero sbaragliate: i carri leggeri del 25º battaglione vennero distrutti o catturati a Solre-le-Château e Avesnes dai panzer del colonnello Rothenburg della 7. Panzer-Division, che erano arrivati di sorpresa dopo una impetuosa avanzata guidata personalmente dal generale Rommel, mentre gli ultimi B1 bis del 28º e 37º Battaglione vennero abbandonati a Beaumont di fronte ai carri armati della 5. Panzer-Division. La sera del 16 maggio rimanevano solo 17 carri armati francesi in azione, il 19 maggio lo stesso generale Bruneau, rimasto isolato con il suo stato maggiore e senza più mezzi corazzati, sarebbe stato fatto prigioniero a sud di Cambrai da reparti della 6. Panzer-Division.
Mentre la 5. Panzer-Division del generale von Hartlieb sbaragliava il grosso della 1ª Divisione Corazzata di Riserva, il generale Rommel aveva proseguito audacemente con la sua 7. Panzer-Division, e con una brillante marcia notturna di oltre 100 km, conquistò d'assalto Avesnes, Landrecies e Le Cateau, arrestandosi il mattino del 17 maggio dopo aver catturato 10 000 prigionieri e 100 carri armati nemici. I francesi dopo la distruzione della 1ª DCR e dopo che anche la 4ª Divisione nordafricana del generale Sancelme e la 9ª Divisione motorizzata del generale Didelet, inviata dal generale Billotte da nord, vennero sconfitte o si disgregarono di fronte alla impetuosa avanzata del generale Rommel il 16 e 17 maggio, erano ora privi di riserve per impedire l'irruzione dei carri armati nemici verso Arras e Cambrai. Entro il 20 maggio entrambe le divisioni cessarono di esistere e i generali Sancelme e Didelet vennero catturati.

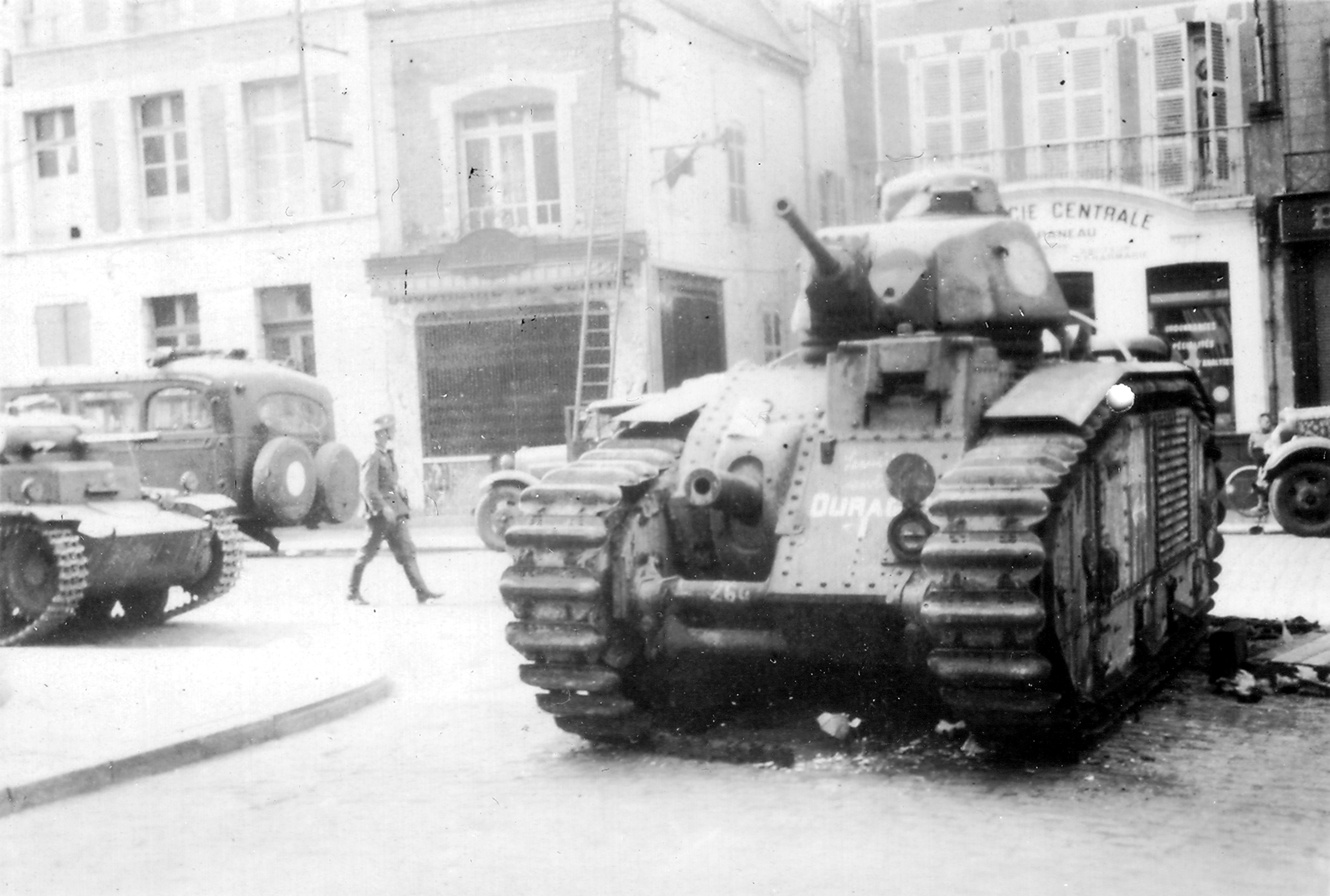
Un carro francese B1 bis, abbandonato a Guise.

Il 17 maggio anche la 2ª Divisione Corazzata di Riserva del generale Bruché venne sprecata dal comando francese. Trasportata erroneamente parte per ferrovia e parte su strada, si sparpagliò su una enorme estensione di territorio a nord e a sud dell'Aisne e perse ogni capacità offensiva. Privi di supporto e non collegati, una serie di piccoli reparti di carri armati si schierarono sull'Oise per cercare di bloccare l'avanzata dei panzer dei generali Guderian e Reinhardt. Attaccati da forze preponderanti, si batterono bene ma non poterono ottenere alcun risultato e vennero superati o distrutti; a Guise la 6. Panzer-Division, a Ribemont la 2. Panzer-Division e a Vendeuil la 1. Panzer-Division conquistarono i passaggi sull'Oise e superarono la resistenza di piccoli gruppi di carri della 2ª DCR, mentre la 8. Panzer-Division dovette affrontare una resistenza più efficace a Wassigny contro il gruppo corazzato del tenente colonnello Golhen, che verrà sbaragliato solo il 18 maggio.
Ma già alla fine del 17 maggio la 9ª Armata non esisteva più e le potenti riserve dei generali Georges e Billotte erano state sprecate o sconfitte in combattimenti disordinati, mentre il generale Hoth si avvicinava a Cambrai, il generale Guderian conquistava San Quintino e, il 18 maggio, Péronne, e il generale Reinhardt occupava Le Catelet dove travolse il quartier generale della 9ª Armata. Lo stesso generale Giraud sarebbe stato catturato in aperta campagna dai reparti della 6. Panzer-Division del generale Kempff alle ore 06.00 del 19 maggio.

### Panico nell'alto comando alleato
(Colloquio telefonico tra il presidente del consiglio francese Paul Reynaud e il primo ministro britannico Winston Churchill alle ore 07.30 del 15 maggio)

Nella dirigenza politico-militare alleata solo nella giornata del 15 maggio si prese finalmente coscienza del disastro: il Presidente del Consiglio Paul Reynaud e il Ministro della guerra Édouard Daladier vennero allertati del crollo dell'esercito francese sulla Mosa, la prima volta il pomeriggio del 14 maggio e, in termini più chiari, la sera del 15 maggio, dal generale Gamelin che a sua volta, male informato dal generale Georges, apprese solo dai comandi territoriali delle vere dimensioni della disfatta e della gran massa di sbandati che rifluiva verso la regione parigina. 

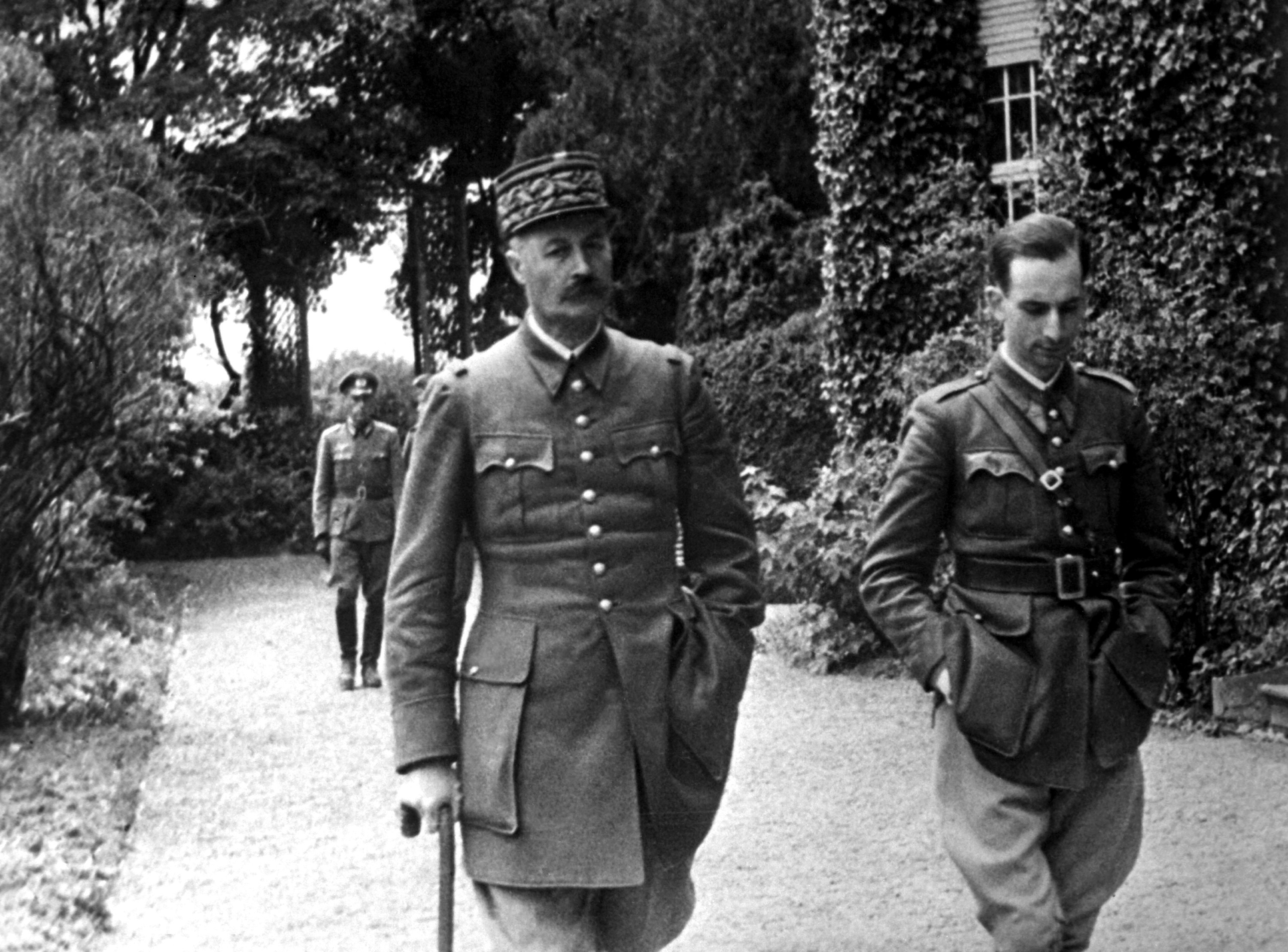
Il generale Henri Giraud venne catturato dai tedeschi il 19 maggio 1940.

 Si temette addirittura che i panzer tedeschi segnalati tra Laon e Rethel puntassero su Parigi; la notte del 16 maggio il generale Gamelin avvertì Daladier della possibile caduta della capitale, si organizzò, in un'atmosfera di disastro nazionale, il trasferimento del governo e si effettuarono distruzioni di documenti e di attrezzature. Winston Churchill, venne avvertito alla 7.30 del 15 maggio da Reynaud in termini drammatici dello sfondamento a Sedan e del pericolo di una disfatta totale, e il Primo Ministro britannico, sconcertato e incredulo, si recò subito a Parigi per chiarire la situazione.
Durante i burrascosi incontri al vertice del 16 maggio, Churchill in un primo momento mostrò di comprendere solo parzialmente la gravità della situazione e la pericolosità dell'avanzata dei panzer, e diede prova di ottimismo e della sua ben nota combattività, cercando di scuotere i demoralizzati generali e politici francesi. Sollecitò un immediato contrattacco e comunicò la decisione di iniziare i bombardamenti strategici notturni del Bomber Command della RAF contro le città tedesche. I francesi a loro volta cercarono di evidenziare la schiacciante superiorità delle forze corazzate tedesche e richiesero con insistenza, ma senza successo per il fermo rifiuto di Churchill, il concorso della totalità dei caccia della RAF, ritenuto necessario per contrastare il dominio sui cieli francesi della Luftwaffe. Nei giorni seguenti la situazione a Parigi migliorò di fronte all'evidenza che il "cuneo corazzato" tedesco era diretto verso le coste della Manica e non verso la capitale, ma dal punto di vista strategico-operativo l'evoluzione delle operazioni divenne sempre più sfavorevole agli alleati; a causa del fallimento dei contrattacchi, dell'esaurimento delle riserve, della rapida avanzata nemica e della confusione e dell'inerzia dei comandi, diveniva quasi sicuro che il Gruppo d'armate n. 1 del generale Billotte, in ritirata dal 16 maggio, sarebbe stato isolato nelle Fiandre dalla marcia delle divisioni corazzate tedesche.

## Bilancio e conseguenze

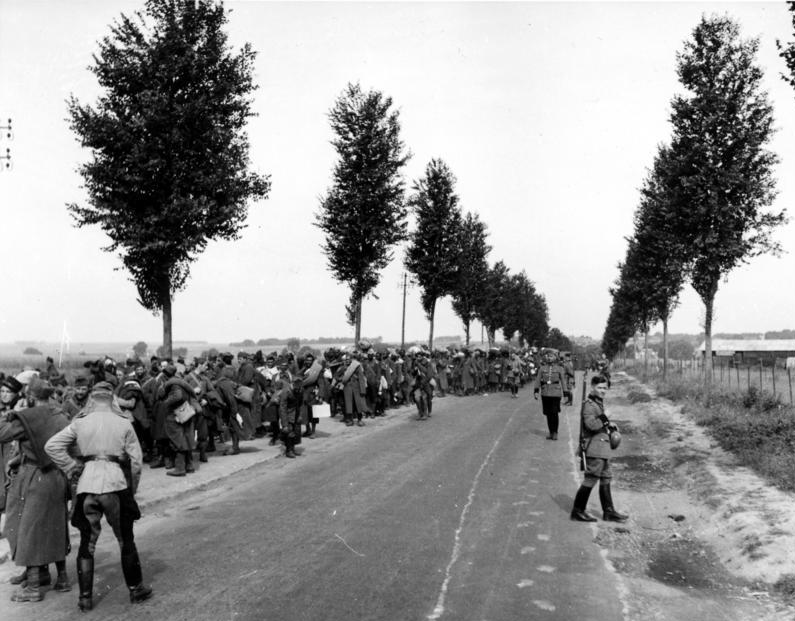
Colonne di prigionieri francesi.

La mattina del 17 maggio la battaglia della Mosa era praticamente conclusa e la 9ª Armata che aveva difeso la linea del fiume tra Namur e Sedan era completamente distrutta, un varco di oltre 100 km di ampiezza era stato aperto dalle Panzer-Division tedesche nel fronte francese e oltre 2 000 mezzi meccanizzati avanzavano in profondità quasi senza incontrare resistenza. La catastrofica situazione operativa dell'Esercito francese, ormai privo di riserve disponibili e in posizione strategica compromessa, segnava una svolta decisiva ed irreversibile delle operazioni a favore della Wehrmacht. In pochi giorni le divisioni corazzate del generale Guderian, in marcia sul fianco meridionale del "cuneo corazzato", avrebbero raggiunto le coste della Manica e isolato completamente l'intero Gruppo d'armate n. 1 nelle Fiandre, costituito da oltre 1 milione di uomini e 46 divisioni.
Nello spazio di soli quattro giorni i violenti attacchi delle forze corazzate tedesche scardinarono quindi le difese e distrussero tredici divisioni francesi, tre divisioni della 2ª Armata che, mal guidata dal generale Huntziger, oppose scarsa resistenza a Sedan e ripiegò verso sud-est, lasciando completamente scoperto il fianco destro del generale Corap, le nove divisioni della 9ª Armata e la 1ª Divisione Corazzata di Riserva. Il disastro francese discese in primo luogo dall'errata comprensione dei piani tedeschi e quindi dalla sottovalutazione della minaccia nelle Ardenne in direzione della Mosa, in secondo luogo dagli errori dei comandi superiori, che solo troppo tardi compresero il pericolo, ed anche dei comandanti sul campo che spesso agirono con lentezza e con scarsa energia; inoltre i soldati francesi impiegati sulla linea della Mosa, riservisti poco addestrati e dal morale non molto solido, cedettero con facilità all'improvviso attacco dei panzer sostenuti da una potente aviazione tattica. La vittoria tedesca fu infine anche dovuta alle qualità dimostrate dalla Wehrmacht: le divisioni corazzate scelte avanzarono con grande abilità e mostrarono slancio, spirito d'iniziativa e professionalità; guidate da capi preparati ed energici, addestrati all'impiego delle nuove tattiche della Guerra lampo, superarono le poche situazioni difficili e conseguirono risultati superiori alle attese, paralizzando ogni reazione del nemico.
La battaglia della Mosa fu, per la sua rapidità, le sue dimensioni e la sua importanza strategica nel quadro complessivo della campagna, una delle operazioni di sfondamento di uno schieramento difensivo fisso più riuscite della seconda guerra mondiale e può trovare un paragone solo negli sfondamenti dell'operazione Urano e dell'operazione Piccolo Saturno sul fronte orientale nell'inverno 1942, che provocarono il rapido crollo delle armate rumene e italiane, e dell'operazione Cobra sul fronte occidentale nel 1944, che innescò il cedimento finale dell'invasionfront tedesco in Normandia.